# Рисаламанде
Рисаламанде (дат. risalamande от фр. riz à l'amande — «рис с миндалём») — традиционный датский десерт, холодный рисовый пудинг со взбитыми сливками и миндалём. Обычно подают с горячим вишнёвым соусом (дат. kirsebærsovs) в конце рождественского ужина.

## История
Рисовая каша с корицей была традиционным праздничным блюдом в Дании на протяжении столетий. Импортный рис был дорог и поэтому блюда из него не входили в повседневный рацион. Холодная рисовая каша с вином описана в кулинарной книге Anna Wecker kogebog в 1616 году. Рисовый десерт с соусом «рисаламанде» впервые представлен в 1837 году в поваренной книге Kogebog for smaa Huusholdninger мадам Мангор.
Десерт обрёл популярность, когда цены на рис снизились и рисовый пудинг перестал быть эксклюзивным блюдом. После Второй мировой войны рисаламанде стали преподносить как «экономичный» десерт, поскольку добавление легко доступных сливок позволило уменьшить количество дорогого риса в одной порции.
Во второй половине XX века рисаламанде стал обязательным блюдом для рождественского стола в Дании. Традиционно рисовый пудинг готовят заранее, в малый сочельник (дат. lillejuleaften, 23 декабря). Позаимствовав у французов традицию выбирать «бобового короля», датчане при приготовлении кладут в десерт один целый миндальный орех. Человек, который нашёл в своей тарелке этот орех, предъявляет его и получает «миндальный подарок» (дат. mandelgave) — например, шоколадное сердце, игрушку или монету. В скандинавской культуре миндальным подарком традиционно была марципановая свинка — фигурка, вылепленная из марципана специально для рождественского ужина; в немецкой традиции марципановую свинку (нем. Glücksschwein) дарят как пожелание удачи в новом году. Счастливчику полагается скрывать свою находку как можно дольше, чтобы другие участники рождественского ужина были вынуждены доесть свой рисаламанде до дна, несмотря на предшествующую обильную трапезу.

## Рецепт
Круглозёрный рис варят в воде и молоке, добавляют сахар и ваниль, остужают. В вязкую холодную кашу добавляют дроблёный или рубленый бланшированный миндаль и взбитые сливки. Вишнёвый соус для десерта готовят из замороженной или консервированной вишни с сахаром и загущают крахмалом.
Десерт гарнируют соусом непосредственно при подаче, чтобы миндально-сливочный рис был холодным, а соус горячим. Иногда вишнёвый соус заменяют вареньем или сиропом, можно использовать и другие ягоды. В некоторых ресторанах и кафе рисаламанде подают с миндальным мороженым или апельсиновой цедрой.

## Разновидности
Другое традиционное датское рождественское блюдо risengrød — классический рисовый пудинг без сливок и миндаля — подают горячим со сливочным маслом и корицей.
Подобный рисаламанде десерт в Швеции называют «рис а-ля Мальта» (швед. ris à la Malta), его готовят из холодного рисового пудинга со взбитыми сливками, сахаром и ванилью, а миндаль не является обязательным компонентом. Десерт подают с тёплым ягодным соусом, вареньем или замороженными ягодами. Аналогичное блюдо с кусочками апельсинов называют apelsinris. Считается, что едок, нашедший в своей порции орех, женится или выйдет замуж до следующего Рождества.
В Норвегии аналогичное блюдо называется «рискрем» (норв. riskrem — «рисовый крем»). Здесь измельчённый миндаль обычно не добавляют в блюдо при приготовлении, а посыпают им готовый десерт при подаче. Соус чаще готовят из малины или клубники.

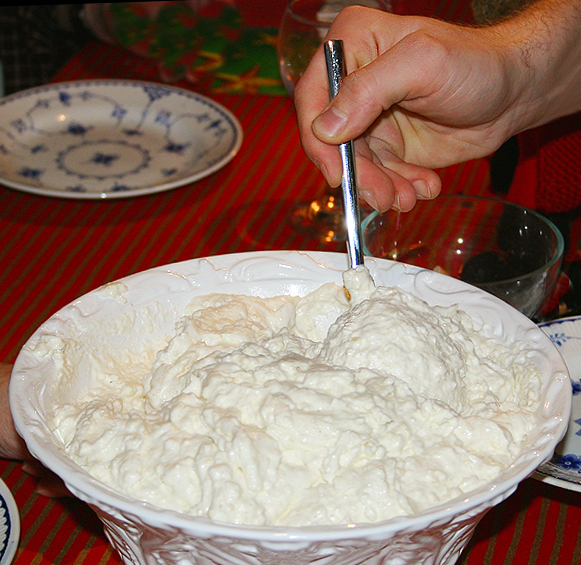
Рисаламанде
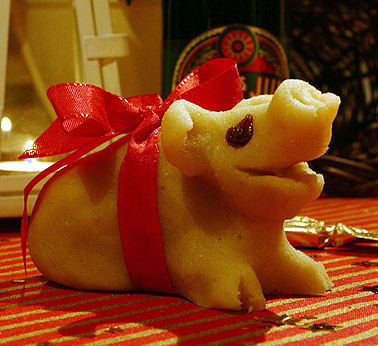
Марципановая свинка — традиционный «миндальный подарок»
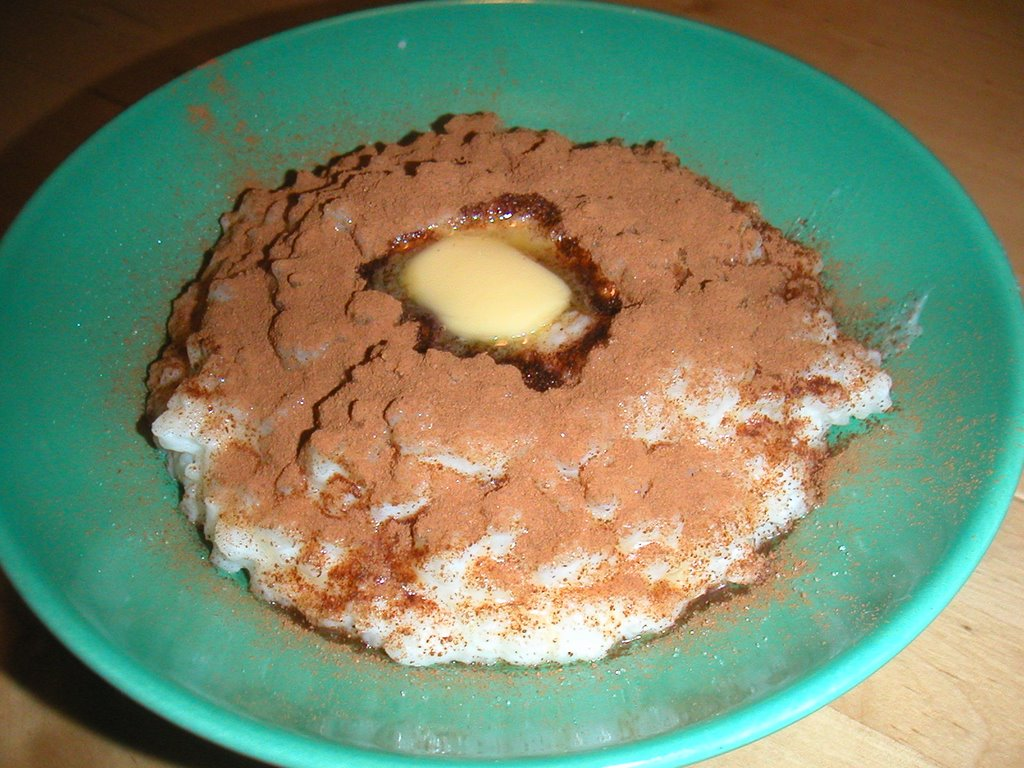
Рисенгрод — горячий рисовый пудинг с корицей и сливочным маслом
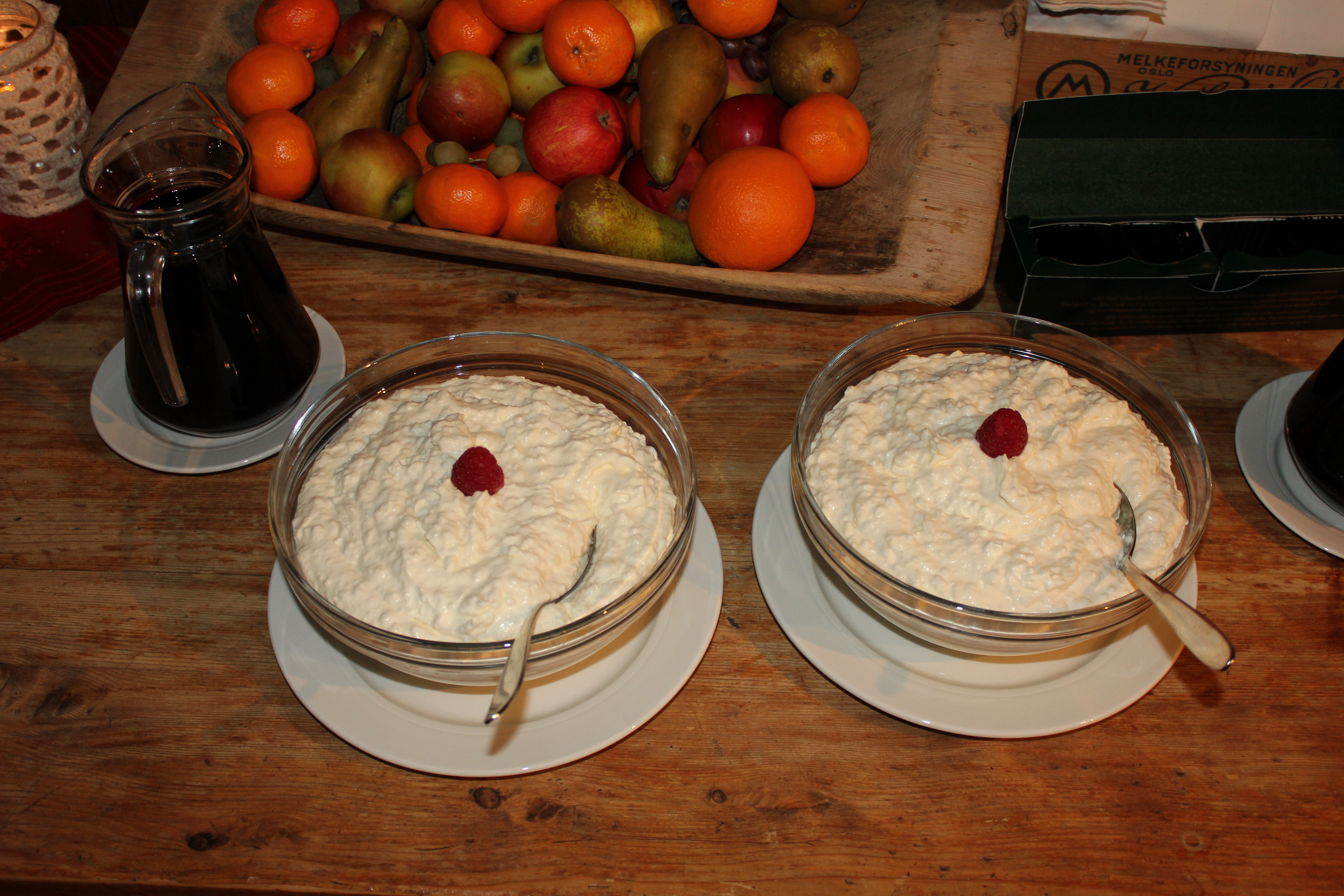
Норвежский рискрем